# Pelargoderus trigonalis
Pelargoderus trigonalis là một loài bọ cánh cứng trong họ Cerambycidae.